# Ceropegia nilotica
Ceropegia nilotica är en oleanderväxtart som beskrevs av Karl Theodor Kotschy. Ceropegia nilotica ingår i släktet Ceropegia och familjen oleanderväxter. Inga underarter finns listade i Catalogue of Life.